# Dicallaneura pulchra
Dicallaneura pulchra är en fjärilsart som beskrevs av Guérin-ménéville 1830. Dicallaneura pulchra ingår i släktet Dicallaneura och familjen Riodinidae. Inga underarter finns listade i Catalogue of Life.

## Bildgalleri

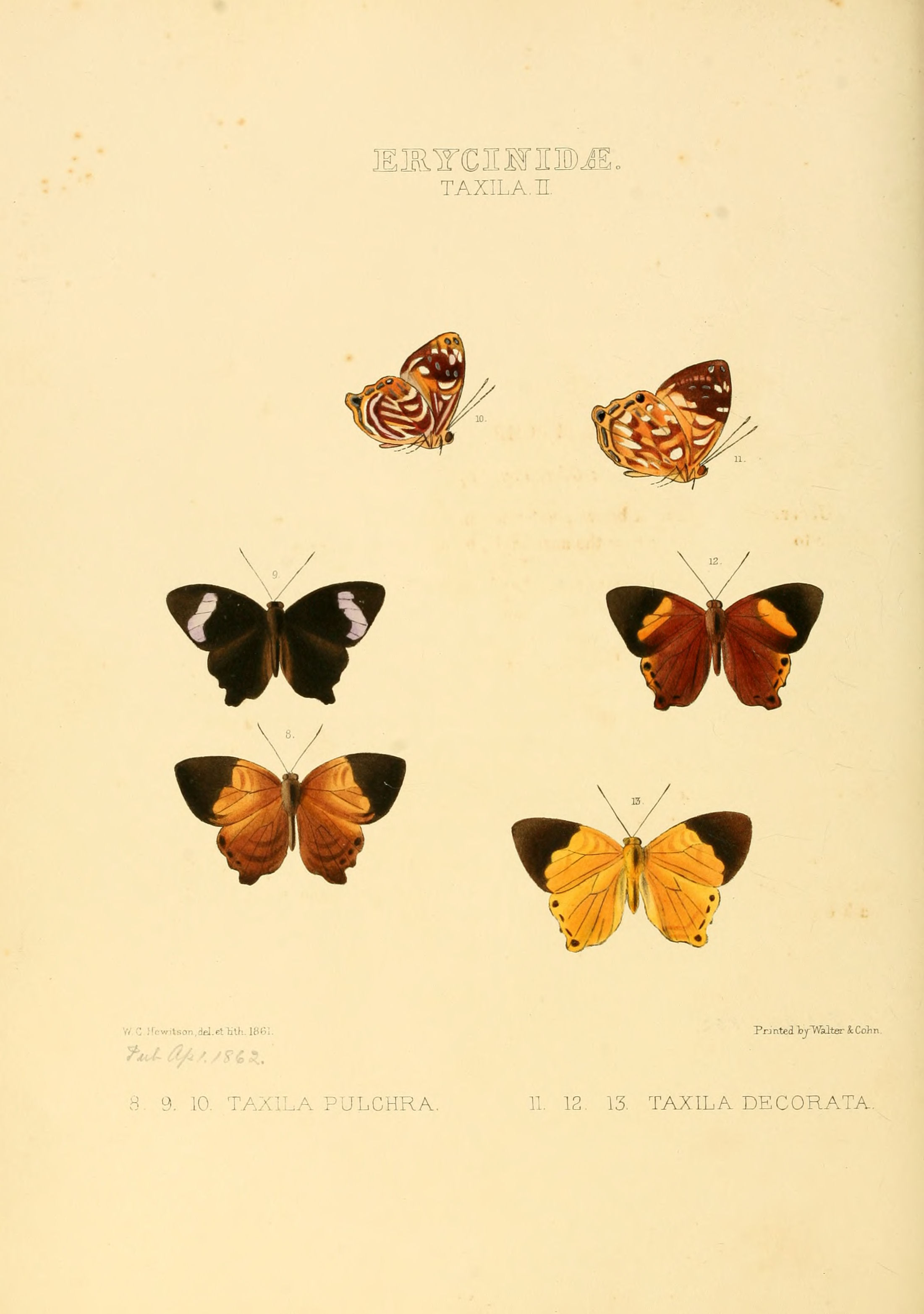